# مارکوس مایتان
مارکوس مایتان (انگلیسی: Marcos Maitán؛ زادهٔ ۱۸ آوریل ۲۰۰۸) بازیکن فوتبال است که در حال حاضر برای باشگاه ورزشی مونگاس  در پست مدافع بازی می‌کند.
وی همچنین در تیم‌های ملی فوتبال زیر ۱۵ سال و زیر ۱۷ سال ونزوئلا بازی کرده است.

## دوران باشگاهی
مایتان در سال ۲۰۲۴ با مونگاس، یکی از باشگاه‌های پیشرو در شرق ونزوئلا، اولین بازی حرفه‌ای خود را انجام داد. او که به خاطر فیزیک بدنی قدرتمند و توانایی در نبردهای هوایی شناخته می‌شود، نخستین حضورهای خود را در فصل ۲۵–۲۰۲۴ لیگ برتر فوتبال ونزوئلا تجربه کرد که شامل دیداری برابر استودیانتس ده میراندا نیز بود. او با وجود تجربه محدود، توان بالقوه و تعهد قابل توجهی را در زمین نشان داد.

## دوران ملی
در سال ۲۰۲۵، مایتان توسط سرمربی اوسوالدو ویزکاروندو به فهرست تیم زیر ۱۷ سال ونزوئلا برای قهرمانی فوتبال زیر ۱۷ سال آمریکای جنوبی ۲۰۲۵ که در کلمبیا برگزار شد دعوت شد. ونزوئلا در این تورنمنت پس از شکست دادن زیر ۱۷ سال شیلی در مرحله پایانی، در جایگاه سوم قرار گرفت و مایتان در دقیقه ۵۱ این دیدار گلزنی کرد تا مدال برنز را قطعی کند.

### آمار دوران حرفه‌ای
باشگاهی
| موناقاس اس. سی. | ۲۴–۲۰۲۳ | ۱ | ۲ | ۰ | ۰ | ۰ | ۲ | ۰ |
| موناقاس اس. سی. | ۲۵–۲۰۲۴ | ۱ | ۲ | ۰ | ۰ | ۰ | ۲ | ۰ |
| مجموع           | مجموع   |   | ۴ | ۰ | ۰ | ۰ | ۴ | ۰ |

ملی
| شماره | تاریخ         | ورزشگاه                           | حریف            | نتیجه تیم او | نتیجه نهایی | رقابت                                        |
| ----- | ------------- | --------------------------------- | --------------- | ------------ | ----------- | -------------------------------------------- |
| ۱     | ۱۳ آوریل ۲۰۲۵ | خاوه مورون لئون، کارتاخنا، کلمبیا | شیلی زیر ۱۷ سال | ۰–۱          | ۰–۳         | قهرمانی فوتبال زیر ۱۷ سال آمریکای جنوبی ۲۰۲۵ |